# ریچارد براون (بازیکن فوتبال)
ریچارد براون (انگلیسی: Richard Brown؛ زادهٔ ۱۳ ژانویهٔ ۱۹۶۷) بازیکن فوتبال اهل بریتانیا است.
از باشگاه‌هایی که در آن بازی کرده‌است می‌توان به باشگاه فوتبال شفیلد ونزدی، باشگاه فوتبال بلکبرن روورز، باشگاه فوتبال استوک‌پورت کانتی، باشگاه فوتبال چلتنهام تاون، باشگاه فوتبال بوستون یونایتد، و باشگاه فوتبال گرنثم تاون اشاره کرد.